# Österlo en Västerlo (deel van)
Österlo en Västerlo (deel van) (Zweeds: Österlo och Västerlo (del av)) is een småort in de gemeente Sundsvall in het landschap Medelpad en de provincie Västernorrlands län in Zweden. Het småort heeft 69 inwoners (2005) en een oppervlakte van 36 hectare. Het småort bestaat uit de plaats Österlo en een deel van de plaats Västerlo.